# Свєтла Оцетова
Свєтла Христова Оцетова (болг. Светла Христова Оцетова; нар. 23 листопада 1950, Софія) — болгарська спортсменка, академічна веслувальниця, чемпіонка Олімпійських ігор з академічного веслування в двійці парній, чемпіонка і призерка чемпіонатів світу, спортивний функціонер, архітектор.

## Ранні роки
Навчаючись в школі, Свєтла Оцетова була маленькою і худою, мріяла про архітектуру і не любила веслування. Займатися веслуванням вона почала завдяки випадку. У її класі сформувалася група однокласників, що хотіли займатися веслуванням, і вони попросили Свєтлу Оцетову провести їх на базу веслувального спорту, оскільки вона добре знала місцевість біля озера Панчарево. А тренер відразу посадив школярів до більш досвідчених веслярів, щоб перевірити, хто на що здатен, і Свєтлі було соромно сказати, що вона прийшла, бо вказувала дорогу. У Свєтли мало що виходило, і це дратувало досвідченіших дівчаток, які відразу забракували новеньку. Та це зачепило Свєтлу, і вона вирішила залишитися, щоб довести, що може стати крашою за них.

## Спортивна кар'єра
1971 року дебютувала у складі збірної Болгарії на чемпіонаті Європи в Копенгагені, зайнявши п'яте місце в змаганнях четвірок парних зі стерновою. 1973 року на чемпіонаті Європи в Москві фінішувала четвертою в двійках парних.
1975 року на чемпіонаті світу в Ноттінгемі Йорданова з подругою по команді Здравкою Йордановою виграла бронзову нагороду в двійках парних.
На Олімпійських іграх 1976 разом з Здравкою Йордановою стала чемпіонкою  в двійках парних. 
На чемпіонаті світу 1977 разом з Здравкою Йордановою в двійках парних стала другою.
На чемпіонаті світу 1978 разом з Здравкою Йордановою в двійках парних стала чемпіонкою.
На чемпіонаті світу 1979 разом з Здравкою Йордановою в двійках парних стала другою.
На Олімпійських іграх 1980 Йорданова з Оцетовою у змаганнях двійок парних були серед фаворитів, але фінішували лише четвертими, залишившись без нагород.

## Після завершення спортивної кар'єри
1976 року Оцетова отримала диплом архітектора за спеціальністю «будівництво громадських та спортивних споруд». З 1979 року Оцетова була членом Технічної комісії Міжнародної федерації веслувального спорту (ФІСА). Брала участь в проектуванні веслувальних каналів для проведення змагань веслувальників на Олімпіадах в  Барселоні (1992), Атланті (1996), Сіднеї (2000), Афінах (2004), Пекіні (2008).
Завершивши спортивну кар'єру, з 1980 року була членом Болгарського олімпійського комітету.
2011 року Свєтла Оцетова і Здравка Йорданова були нагороджені найвищою нагородою Республіки Болгарія орденом Стара Планина.
2015 року у Болгарії були розсекречені документи, згідно яким Оцетова була агентом Держбезпеки і розвідувальної служби Болгарської Національної Армії в Болгарському олімпійському комітеті з 1978 року.